# I-mode

i-mode — технология, предназначенная для адаптации интернет- контента и услуг для мобильных телефонов. Таким образом, i-mode является развитием уже существующей технологии WAP. Изменения коснулись языка разработки — теперь используется так называемый compact html (CHTML — урезанная версия HTML) в сочетании с закрытыми протоколами ALP и TLP — и концепции предоставления услуг: на порталах i-mode пользователям доступна электронная почта и введена абонентская плата за пользование порталами.
i-mode разработан и полностью принадлежит японскому сотовому оператору NTT DoCoMo. Сервис введён в эксплуатацию в Японии 22 февраля 1999 года, и с тех пор понемногу распространяется в сотовых сетях 2.5 поколения. В России и странах СНГ i-mode доступен благодаря соглашению, подписанному МТС с NTT DoCoMo об эксклюзивном стратегическом партнёрстве по запуску сервиса. По некоторым данным, несмотря на мощную рекламную кампанию, сервис не оправдал возлагаемых на него ожиданий, количество подписчиков оказалось незначительным и компания МТС перестала его развивать.
Для подписки на услугу i-mode необходим сотовый телефон с поддержкой этой технологии.